# Maria Ronczewska
Maria Ronczewska, po mężu Jarosz (ur. 5 lipca 1935 w Wilnie) – polska pływaczka, medalistka mistrzostw Polski.

## Życiorys
Była zawodniczką wrocławskich klubów Związkowiec (1949-1950), Gwardia (1951-1955) i Pafawag.
Na mistrzostwach Polski seniorek na basenie 50-metrowym zdobyła indywidualnie trzy brązowe medale: na 100 metrów stylem klasycznym w 1956 i 1957, na 200 metrów stylem klasycznym w 1956, na basenie 25-metrowym zdobyła wicemistrzostwo Polski w 1956 na 200 metrów stylem klasycznym i brązowy medal mistrzostw Polski w 1955 na 100 metrów stylem klasycznym.
W 1957 ukończyła technikum dentystyczne.
Jej siostrami były lekkoatletki, Danuta Ronczewska i Iwona Ronczewska, mężem od 1957 Zbigniew Jarosz, z którym miała syna Macieja Jarosza. Jej wnukami są Marcin Jarosz i Jakub Jarosz.